# Sliezsky dom
Sliezsky dom (česky Slezský dům) je horský hotel na Slovensku. Nachází se ve Vysokých Tatrách na prahu Velické doliny, na břehu Velického plesa.
Už v roce 1871 vznikla na tomto místě první kamenná chatka, kterou o tři roky později zničila lavina. V roce 1878 vystavěli místo ní malou dřevěnou útulnu. V roce 1894 vystavěli přízemní dřevěnou chatu – první skutečný Sliezsky dom. V roce 1962 chata úplně shořela. V roce 1965 začala nová výstavba Sliezskeho domu. Do provozu byl uveden v roce 1968.
V roce 1995 navštívil Sliezsky dom papež Jan Pavel II., který zde vysvětil dřevěný kříž.